# Mi-Yong Becker

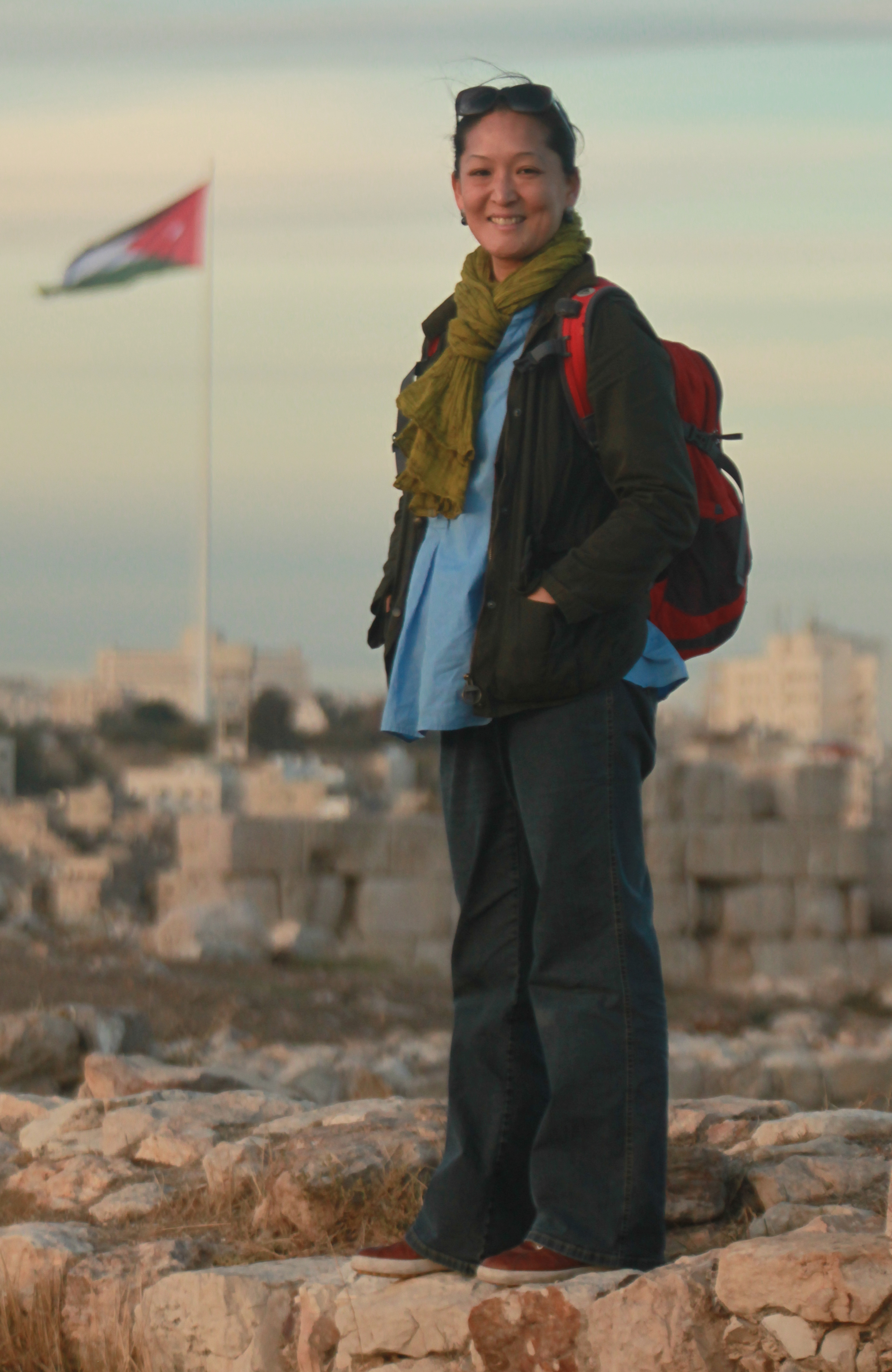
Mi-Yong Becker in Amman, Jordanien 2013

Mi-Yong Becker (geb. Lee, * 23. Dezember 1970 in Köln) ist eine deutsche Volkswirtin und Professorin für Nachhaltigkeit mit ökonomischer Ausrichtung an der Hochschule Bochum. 

## Leben
Geboren und aufgewachsen in Köln, studierte Becker nach dem Abitur zunächst in Bielefeld. Nach ihrer Promotion in Heidelberg und einem Stipendium der Deutschen Forschungsgemeinschaft an der Universität Tübingen, arbeitete Mi-Yong Becker von 2007 bis 2019 am Helmholtz-Zentrum für Umweltforschung (UFZ) in Leipzig. Von 2012 bis 2015 war sie Leiterin des Büros des Nationalen Implementierungskomitees für dezentrales Abwassermanagement im jordanischen Wasserministerium. 

## Auszeichnungen
- 2018: Deutscher Umweltpreis für die Entwicklung und die politische Umsetzung einer dezentralen Abwassersystemlösung im Haschemitischen Königreich Jordanien (gemeinsam mit Manfred van Afferden, Roland Müller und Michael Hirschfeld)